# 川田伸一郎
川田 伸一郎（かわだ しんいちろう、1973年2月1日 - ）は、日本の動物学者。研究テーマは「モグラ科食虫類の系統分類学」で、「モグラ博士」の呼び名もある。学位は、農学博士（名古屋大学・2002年）。現在、国立科学博物館動物研究部脊椎動物研究グループ（旧動物第一研究室）研究員。岡山県赤磐郡瀬戸町（岡山市に編入合併）生まれ。

## 経歴
- 1973年（昭和48年）、岡山県赤磐郡瀬戸町に生まれる。
- 1991年（平成3年）、弘前大学理学部生物学科入学、1995年卒業。
- 1995年（平成7年）、弘前大学大学院理学研究科生物学専攻修士課程入学、1997年修了。
  - 実家のクリーニング店を継ぎ、プレス機かけや洗濯物干しなどクリーニング業に1年間励む。
- 1998年（平成10年）、研究者となる夢をあきらめることができず、名古屋大学大学院生命農学研究科博士課程入学。
- 1999年（平成11年）7月から約1年間ロシア科学アカデミーシベリア支部（ノヴォシビルスク）の細胞学遺伝学研究所(ベリャーエフが在籍していた)に留学。
- 2002年（平成14年）、農学博士（名古屋大学）、学位論文は「モグラ科食虫類の系統類縁関係に関する核学的研究」[1]。
- 2004年（平成16年）、日本哺乳類学会奨励賞を受賞。

## 著書
- Mackay, Richard 武田正倫; 川田伸一郎訳 (2005年), 絶滅危機生物の世界地図, 丸善, ISBN 9784621076439
- 川田伸一郎 (2009年), モグラ博士のモグラの話, 岩波ジュニア新書	634, 岩波書店, ISBN 978-4-00-500634-2
- 川田伸一郎 (2010年), モグラ : 見えないものへの探求心, フィールドの生物学3, 東海大学出版会, ISBN 9784486018421
- 川田, 伸一郎 (2012年), 動物, ポプラディア大図鑑WONDA (ワンダ)2, ポプラ社, ISBN 9784591130865

## 論文
- 国立情報学研究所収録論文 国立情報学研究所
- 川田伸一郎; 織田銑一 (2003-06-01), “染色体の形と哺乳類の分類、そして系統進化、日本産イタチ2種を例として”, 形の科学会誌 18 (1):  63-64, ISSN 09156089
- 川田伸一郎; 織田銑一; 遠藤秀紀 (2010-03), “台湾およびベトナム産ニホンモグラ属の比較核型分析と分類”, 国立科学博物館専報 (国立科学博物館) 46:  47-56, ISSN 00824755

## 出演番組
- 飛び出せ!科学くん（TBSテレビ）

## 賞詞
- 日本哺乳類学会奨励賞：2004年（平成16年）